# Élections législatives biélorusses de 2012
Les élections législatives biélorusses de 2012 se sont déroulées le 23 septembre 2012.
Malgré le boycott des principales formations de l'opposition, le taux de participation officiellement annoncé est de 74,3 %. Sur les 110 sièges du Parlement, 109 sont remportés par des députés soutenant le président Alexandre Loukachenko, au pouvoir depuis 1994. La Russie juge ces élections « libres et transparentes ». En revanche, selon l'Organisation pour la sécurité et la coopération en Europe, les élections ont manqué de transparence et n'étaient pas libres, notamment du fait de l'emprisonnement de plusieurs dirigeants de l'opposition.
| Parti                                                 | Députés   | Députés |
| Parti                                                 | Candidats | Élus    |
| ----------------------------------------------------- | --------- | ------- |
| Parti libéral-démocrate                               | 93        | 0       |
| Parti civique unifié                                  | 48        | 0       |
| Parti FPB                                             | 33        | 0       |
| Parti communiste du Bélarus                           | 23        | 3       |
| Biélorusse Parti de gauche « Foire mondiale »         | 32        | 0       |
| Parti social-démocrate biélorusse (Hramada)           | 15        | 0       |
| Parti républicain du Travail et de la Justice         | 19        | 1       |
| Parti patriotique biélorusse                          | 0         | 0       |
| Parti biélorusse "vert"                               | 0         | 0       |
| Parti chrétien conservateur - FPB                     | 0         | 0       |
| Parti « Hramada social biélorusse démocratique»       | 0         | 0       |
| Parti social-démocrate Accord populaire               | 0         | 0       |
| Parti républicain                                     | 0         | 0       |
| Parti agraire                                         | 1         | 1       |
| Parti social biélorusse et des sports                 | 1         | 0       |
| Le Parti de la liberté et le progrès                  | 0         | 0       |
| Parti de la Démocratie chrétienne bélarussienne       | 0         | 0       |
| Parti biélorusse des travailleurs                     | 0         | 0       |
| Parti social-démocrate biélorusse (Narodnaya Gramada) | 0         | 0       |